# 道の駅サーモンパーク千歳
道の駅サーモンパーク千歳（みちのえきサーモンパークちとせ）は、北海道千歳市にある道の駅。

## 歴史
- 2005年（平成17年）6月25日 - 道の駅オープン[2]。
- 2014年（平成26年） - センターハウスの指定管理者に「シダックス大新東ヒューマンサービス」を選定[4][5]。
- 2015年（平成27年） - サケのふるさと 千歳水族館と同時期にリニューアルオープン[6][7][8]。
- 2023年（令和5年）
  - 4月 - 指定管理者がTTCに変更[9](運営は新設子会社の株式会社ムーバー[10][11])。指定管理者の変更に伴い、それまでのテナントは1月末になって同年3月末までの退去を求められることとなり、前指定管理者からテナントへの通知の遅れや市の対応について問題視される事態となった[12][13]。リニューアル工事に伴い、4月から公衆トイレのみの営業となる。
  - 8月26日 - グランドオープン[14]。

## 施設
エリア内には「サケのふるさと 千歳水族館」があるほか、8月中旬から12月上旬まで千歳川にインディアン水車を設置している。
2023年（令和5年）に指定管理者が静岡県にあるTTCに決定され、これによりリニューアル後はTTC直営の店のみとなる。
センターハウス
- 駐車場
  - 普通車：213台
  - 大型車：14台
  - 身障者用：6台
- トイレ
  - 男：大 5器、小 8器
  - 女：14器
  - 身障者用：2器
- キッズスペース

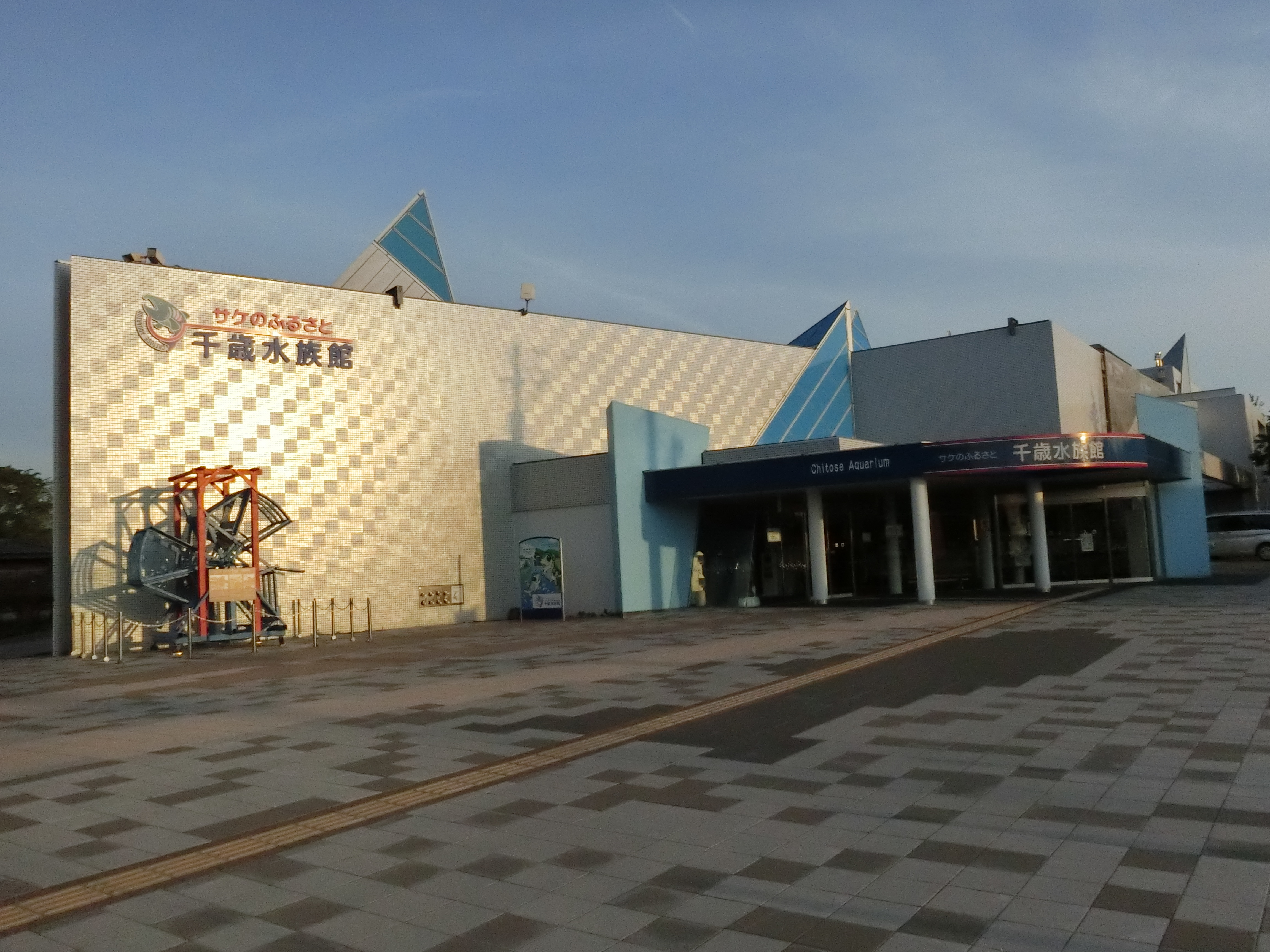
サケのふるさと 千歳水族館（2017年6月）
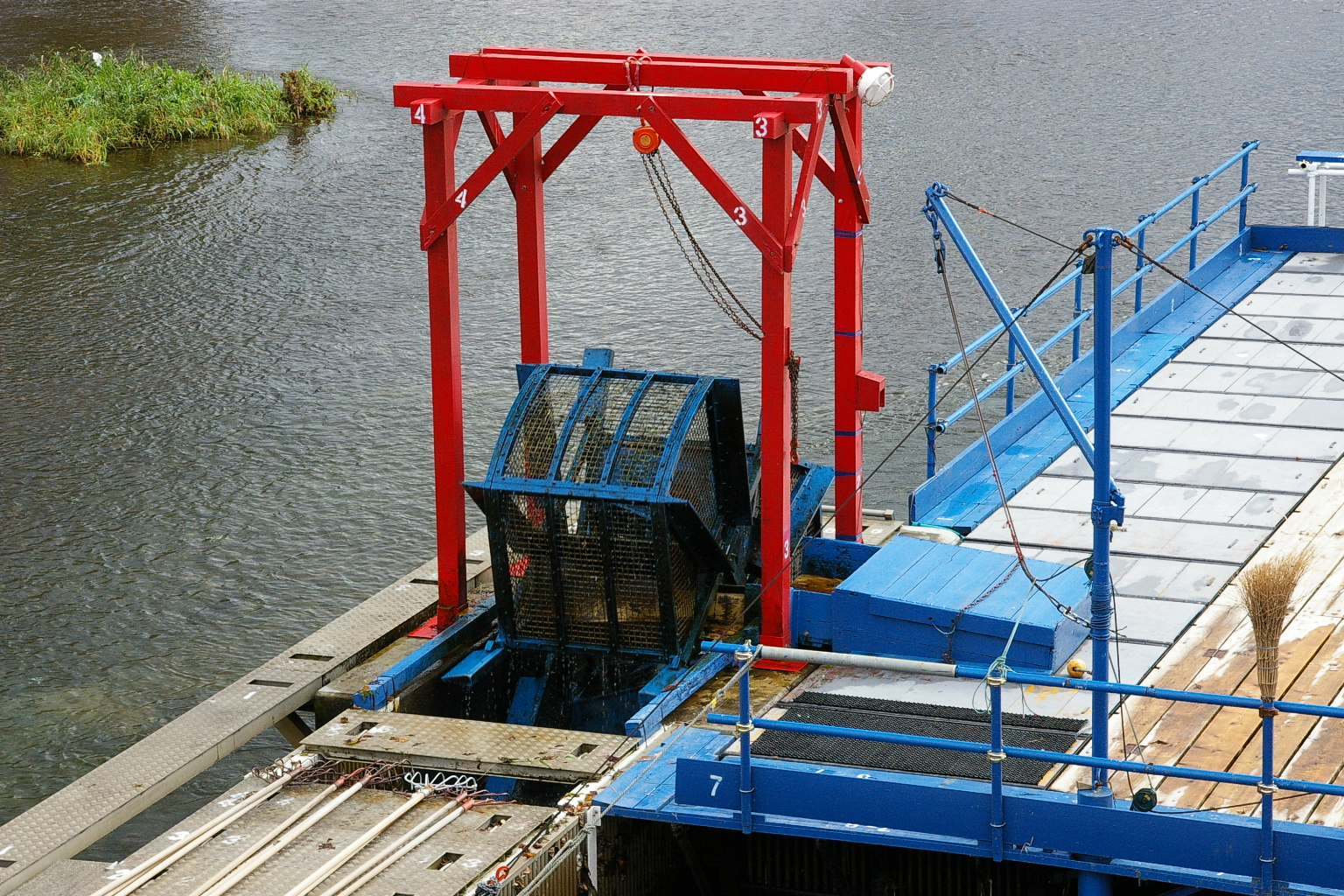
インディアン水車（2008年9月）

## アクセス
国道337号沿い、千歳相互観光バス図書館青葉線「千歳水族館入口」停留所から徒歩約5分、市民病院プール線「さくら保育園前」停留所から徒歩約4分に位置している。
- 新千歳空港から車で約10分
- 千歳ICから車で約10分
- 支笏湖から車で約40分